# Gåsholmen, Sjundeå
Gåsholmen är en ö i Finland. Den ligger i Finska viken och i kommunen Sjundeå i den ekonomiska regionen  Helsingfors i landskapet Nyland, i den södra delen av landet. Ön ligger omkring 36 kilometer väster om Helsingfors.
Öns area är 6,9 hektar och dess största längd är 420 meter i nord-sydlig riktning.